# Иванов, Игорь Васильевич (учёный)
И́горь Васи́льевич Ивано́в (2 июля 1937, Оренбург — 30 марта 2021, Егорьевск, Московская область) — советский и российский учёный-почвовед и историк науки, председатель Комиссии истории, философии и социологии почвоведения Общества почвоведов имени В. В. Докучаева, Заслуженный деятель науки РФ (1998), профессор (2006)..

## Биография
Родился 2 июля 1937 года в городе Оренбурге в семье военного. Через год семья переехала к родственникам в город Астрахань.

### Образование
В 1954 году окончил среднюю школу № 46 имени М. И. Калинина в городе Астрахань, занимался в школьном географическом обществе имени Л. C. Берга, выступал в радиопередаче «Клуб знаменитых капитанов».
В 1954—1959 годах учился на Естественно-географическом факультете Сталинградского государственного педагогического института им. А. С. Серафимовича, получил специальность учителя географии и биологии.
1965—1969 — заочная аспирантура на Географическом факультете МГУ, под руководством М. А. Глазовской.

### Почвовед
В 1959—1960 годах работал почвоведом отдела землеустройства Волгоградского областного управления сельского хозяйства.
С 1960 года работал геоморфологом, а затем геохимиком в Волгоградском НИПИ нефтяной и газовой промышленности «ВолгоградНИПИ нефть». Изучал микроэлементы в почвах и горных породах, грунтовые воды, распределение углеводородных газов и окисляющих их бактерий и радиоактивность почв для разработки геохимических методов поисков нефти и газа.
В 1969 защитил кандидатскую диссертацию на географическом факультете МГУ под руководством профессора М. А. Глазовской на тему «Геохимическая дифференциация ландшафтов Волгоградского Правобережья и её учёт при поисках нефти».
В 1971 году директор Института агрохимии и почвоведения АН СССР В. А. Ковда пригласил его к себе на работу в Пущино. По конкурсу был принят в ИАП АН СССР (с 1982 — ИПФС АН СССР, с 1998 — ИФПБ РАН, с 2000 г. ИФХиБПП РАН), семья переехала в наукоград Пущино.
В 1988 году в Институте географии АН СССР защитил докторскую диссертацию по теме «Природная эволюция почв степной зоны в голоцене».
В институте руководил почвенно-геохимической группой, отделом почвоведения, лабораторией и группой генезиса и эволюции почв (1989—2006).

### Историк почвоведения
Председатель Комиссии по истории, философии, социологии почвоведения Общества почвоведов имени В. В. Докучаева.
Руководитель группы по подготовке биобиблиографического справочника «Почвоведы России и сопредельных государств».
Автор книг и статей, организатор конференций по истории почвоведения. Основные темы исседований: периодизация истории отечественного почвоведения, развитие научных идей в почвоведении, научные биографии ученых-почвоведов, теоретические противоречия в почвоведении и пути их решения.
Инициатор создания социально-исторического направления в почвенных исследованиях.

### Преподавательская работа
Профессор в Пущинском филиале МГУ и Пущинском государственном университете (Пущинский государственный естественно-научный институт), читает курсы «Науки о Земле» и «Биосферология».

### Организаторская деятельность
Под руководством И. В. Иванова в Пущино были проведены несколько конференций по проблемам эволюции почв и изданы сборники их трудов.
- 1974 — был одним из руководителей 11 тура экскурсий, 10 Международного почвенного конгресса по маршруту Ростов-Казань[8].
- 2003 — Международная конференция «Почвоведение: история, социология, методология».
- 2007 — 2 конференция «Проблемы истории методологии и философии почвоведения», Пущино (5-9 ноября 2007).
- 2017 — 3 конференция «Проблемы истории методологии и социологии почвоведения», Пущино. (15-17 ноября 2017).

Организовывал регулярные заседания Общества почвоведов имени В. В. Докучаева в почвенном институте РАН, посвящённые истории почвоведения.
12 июля 2019 года принял участие в проведении праздника памяти на родине В. В. Докучаева в Милюково (Смоленская область).
В марте 2021 года заболел коронавирусной инфекцией, из-за этого пришлось отложить его доклад на заседании Общества почвоведов имени В. В. Докучаева.
Скончался 30 марта 2021 года в городе Егорьевске.

## Членство в организациях
- Почётный член Общества почвоведов имени В. В. Докучаева[9].

## Научные труды
Автор более 270 публикаций, в том числе 15 монографий, среди них:
- Иванов И. В. Геохимический анализ почвенного покрова степей и пустынь. Москва : Наука, 1979. 135 с.
- Демкин В. А., Иванов И. В. Развитие почв Прикаспийской низменности в голоцене. Пущино: НЦБИ, 1985. 165 с.
- Иванов И. В. Эволюция почв степной зоны в голоцене. М.: Наука. 1992. 142 с.
- Иванов И. В., Васильев И. Б. Человек, природа и почвы Рын-песков Волго-Уральского междуречья в голоцене: К 30-му Междунар. геол. конгр. (Пекин, Китай, 1996 г.). М.: Интеллект, 1995. 258 с.
- Библиографический справочник. Материалы, опубликованные в журнале Почвоведение за 100 лет. Научный редактор Г. В. Добровольский. Составители: И. В. Иванов, Т. С. Луковская. М.: Наука. 1999. 670 с.
- Программа подготавливаемого библиографического справочника «Почвоведы России и сопредельных государств». Составители: Г. В. Добровольский, И. В. Иванов. Материалы к 3 съезду Докучаевского общества почвоведов при РАН. Суздаль, июль 2000. Пущино. 2000. 26 с.
- Иванов И. В. История отечественного почвоведения: Развитие идей, дифференциация, институциализация: Книга первая. 1870—1947 гг. М.; СПб.: Наука, 2003. 397 с. ISBN 5-02-006450-5.
- Оноприенко В., Иванов И. и др. Дмитрий Мушкетов: вклад в международное сотрудничество в области геологических наук // Исследования по истории и философии науки и техники. 2020. Том 29. № 2. C. 42—53.
- Иванов И. В., Русакова Е. А. Дарвин и Докучаев: Взаимодействие идей // Бюллетень Почвенного института имени В. В. Докучаева. 2021. C. 34-50.

Автор нескольких биографических статей по истории почвоведения в БРЭ.

### Редактор
Под его редакцией издано около 20 научных сборников и несколько монографий, среди них:
- Пространственно-временная организация и функционирование почв : Сб. науч. тр. / АН СССР, Науч. центр биол. исслед.; Отв. ред. И. В. Иванов. Пущино : НЦБИ, 1990. 228,[1] с.
- Международная конференция «Почвоведение: история, социология, методология». М.: Наука, 2005, 422 с.
- Организация почвенных систем. Методология и история почвоведения: труды 2 Национальной конференции с международным участием «Проблемы истории, методологии и философии почвоведения», 5-9 ноября, 2007 г., г. Пущино / науч. ред.: И. В. Иванов, В. Е. Приходько. Пущино : Ин-т физ.-хим. и биологических проблем почвоведения РАН, 2007: Т. 1. 236 с.; Т. 2. 449 с.
- Эволюция почв и почвенного покрова: теория, разнообразие природной эволюции и антропогенных трансформаций почв / И. В. Иванов и др.; отв. ред. В. Н. Кудеяров, И. В. Иванов. М.: ГЕОС, 2015. 924 с.
- Проблемы истории методологии и социологии почвоведения: 3 Всерос. конф. с междун. участием: [Пущино. 15-17 ноября 2017 г.]: Докл. / отв. ред.: И. В. Иванов. Пущино: КМК, 2017. 352 с.

## Память
Пущинские чтения по почвоведению и географии имени Игоря Васильевича Иванова:
- 2021 — Пущинские географические чтения и фотовыставка памяти И. В. Иванова[12][13]
- 2022 — II Пущинские чтения имени И. В. Иванова[14]
- 2023 — III Пущинские чтения по почвоведению и географии имени Игоря Васильевича Иванова[15][16].
- 2024 — Межрегиональная конференция шеольников «IV Пущинские чтения по почвоведению и географии имени Игоря Васильевича Иванова»[17]

Другие мероприятия:
- 2022 — Заседание Комиссии по истории, философии и социологии почвоведения Общества почвоведов имени В. В. Докучаева, посвящённое памяти И. В. Иванова (Москва, 30 марта 2022)[18].
- 2022 — Фотовыставка к 85-летию со дня рождения И. В. Иванова в городе Пущино[19][20].